# Berg-Flockenblume
Die Berg-Flockenblume (Cyanus montanus (L.) Hill, Synonym: Centaurea montana L.) ist eine Pflanzenart aus der Gattung Cyanus in der Unterfamilie der Carduoideae innerhalb der Familie der Korbblütler (Asteraceae).

## Beschreibung

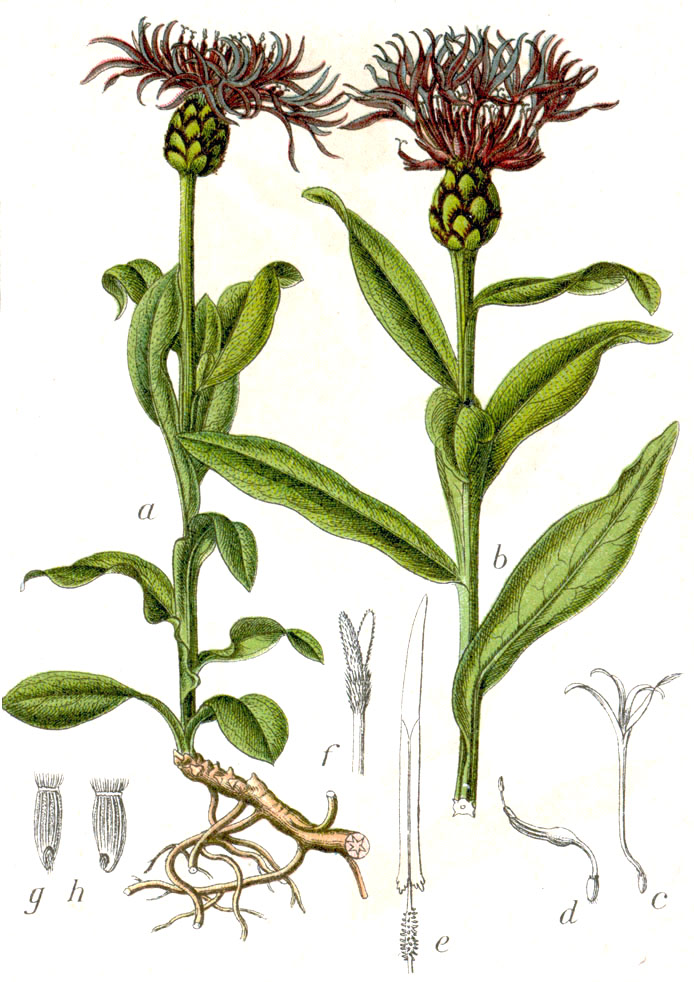
Illustration bei Sturm

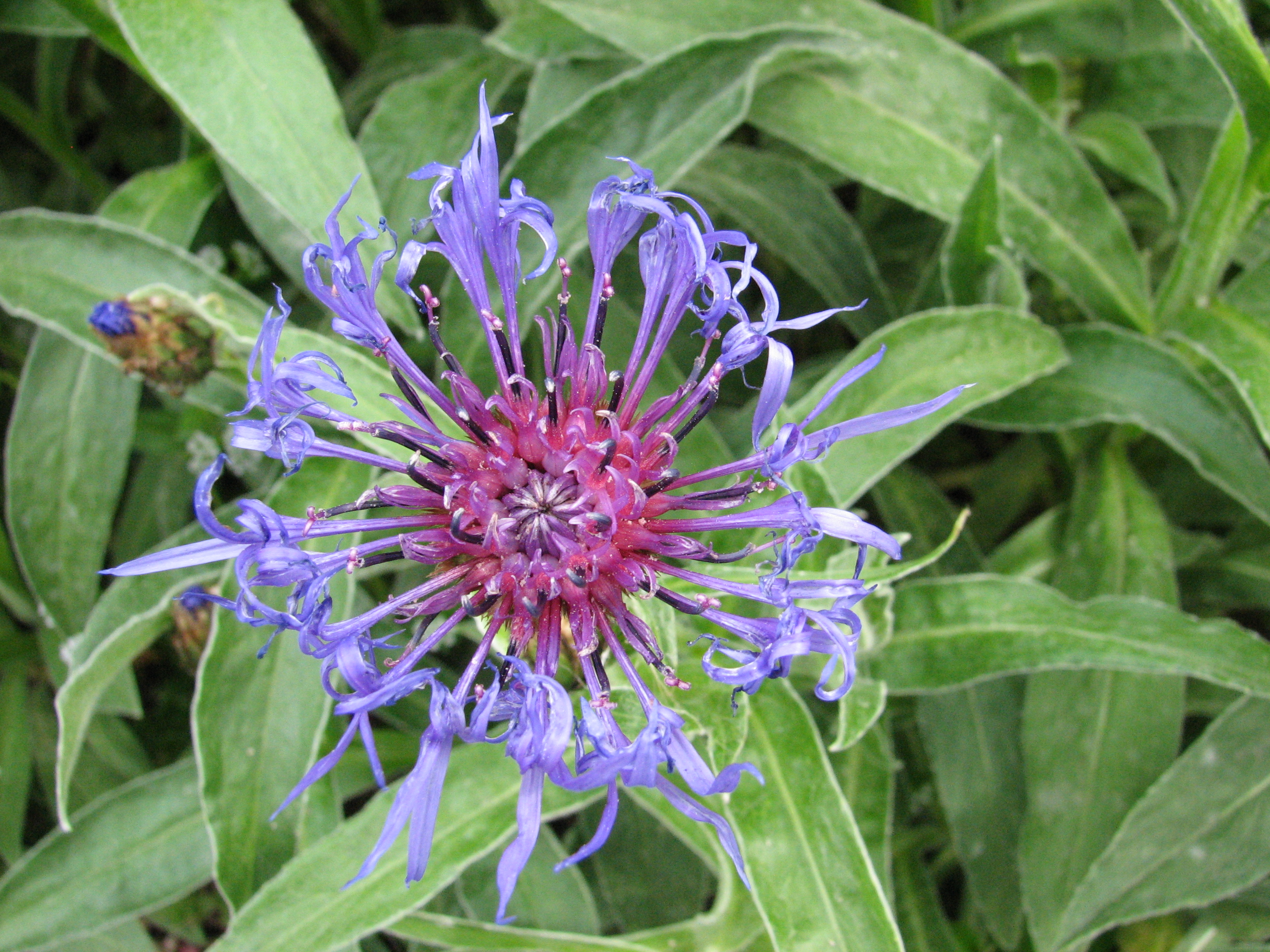
Blütenkorb von oben

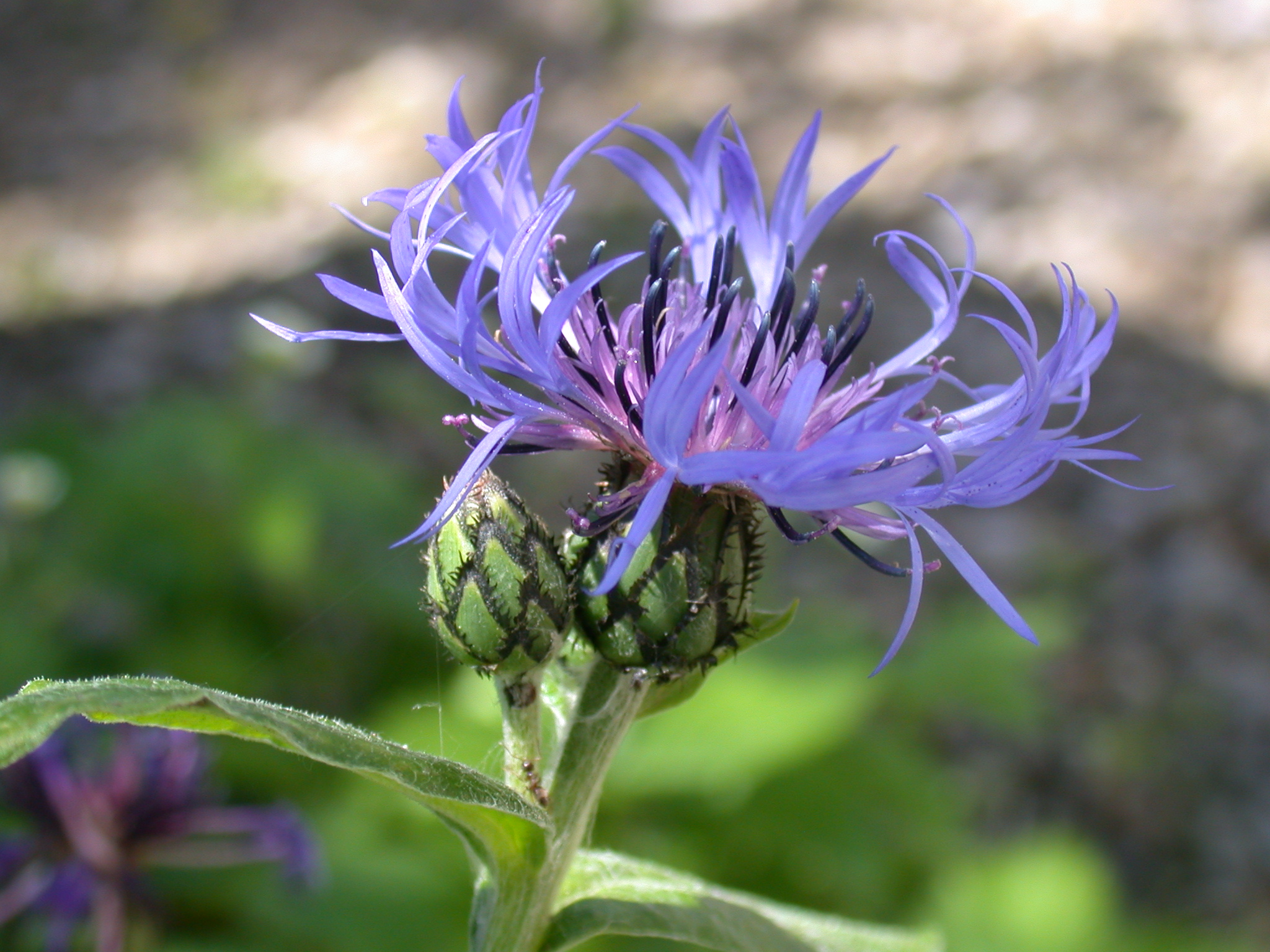
Knospiger und blühender Blütenkorb

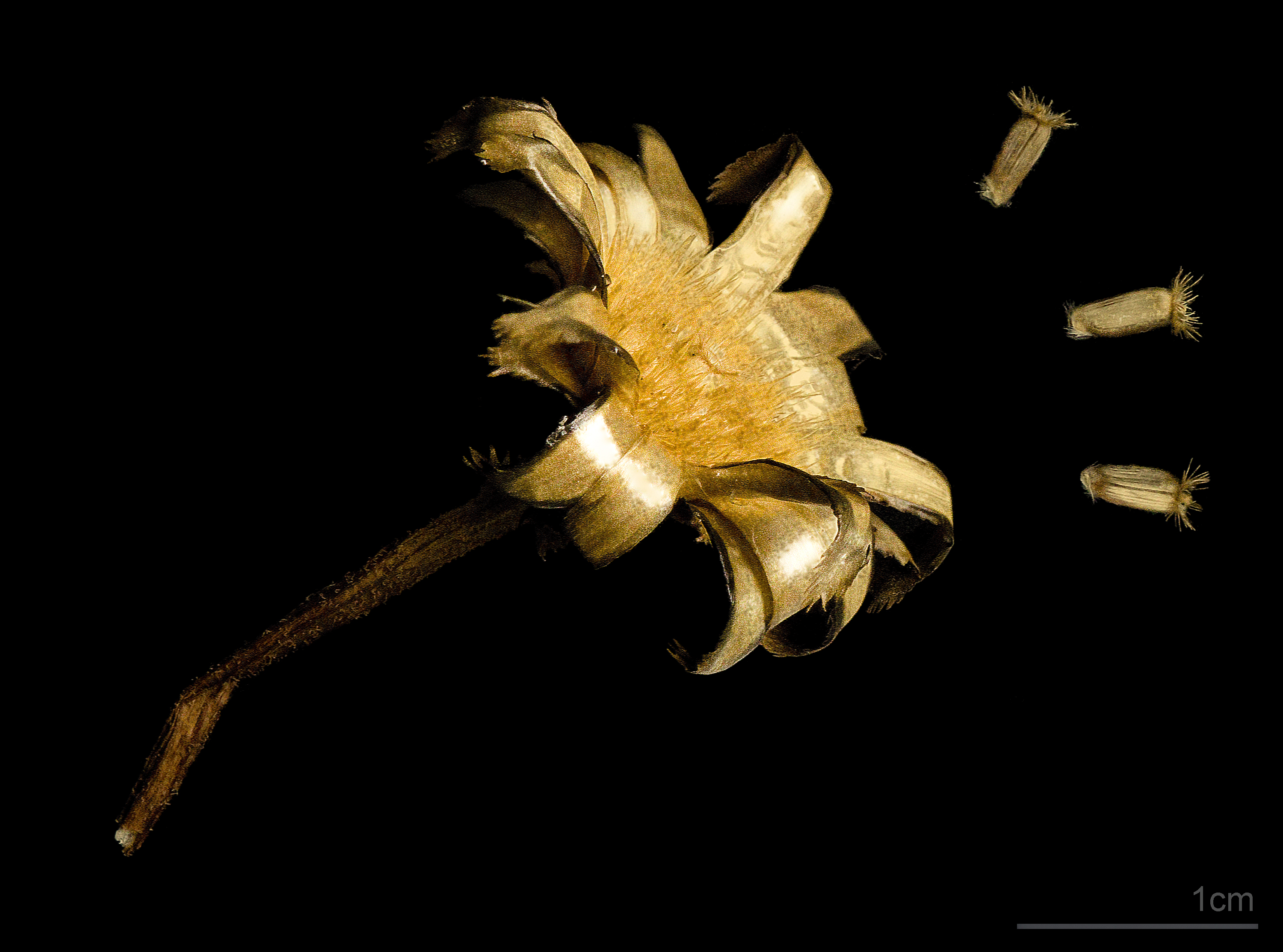
Fruchtstand und Achänen

### Vegetative Merkmale
Die Berg-Flockenblume wächst als ausdauernde krautige Pflanze und erreicht Wuchshöhen von 20 bis 50 (bis 80) Zentimetern. Sie hat einen kriechenden, mehrköpfigen, manchmal auch Ausläufer treibenden Wurzelstock. Ihr Stängel ist aufrecht, einfach, seltener oben mit 2 kurzen einköpfigen Ästen, zusammendrückbar, spinnwebig filzig und reichlich beblättert. Die lanzettlich bis ovalen Laubblätter sind zugespitzt, ungeteilt oder selten die unteren buchtig gelappt, am Rand schwach geschweift sägezähnig, unterseits filzig doch später deutlich verkahlend. Die unteren Blätter sind kurz gestielt, die oberen am Stängel breit geflügelt herablaufend.

### Generative Merkmale
Die Blütezeit reicht von Mai bis August. Auf den Stängeln ist meist nur ein Blütenkorb vorhanden. Die Hülle ist walzlich-eiförmig, 20 bis 25 Millimeter lang und 10 bis 11 Millimeter breit. Die grünen, dachigen sowie mehrreihigen und spitzen Hüllblätter sind am Rand schwärzlich-fransig. Der flache Blütenboden ist borstig. Es sind nur süß duftende Röhrenblüten vorhanden, die inneren, zwittrigen Blüten sind rötlich bis violett, die sterilen und vergrößerten Randblüten sind blau und strahlig. Der violette Griffel ist dicklich und lang. Es werden 5,5 Millimeter lange Achänen mit etwa 1 Millimeter langen Pappus gebildet.
Die Chromosomenzahl beträgt 2n = 24 oder 40, 44.

## Ökologie
Als Blütenbesucher wurden besonders Hummeln (Gattung Bombus), die Honigbiene und Blattschneiderbienen (Gattung Megachile) beobachtet. Die Hüllblätter besitzen teilweise extraflorale Nektarien, die von Ameisen, besonders von Myrmica laevinodis, der Waldknotenameise Myrmica ruginodis und der Schwarzen Wegameise Lasius niger besucht werden.
Als schmarotzende Pilze wurden besonders Arten der Gattung Puccinia beobachtet.
Gallbildungen werden durch die Larven der Bohrfliegen Urophora eriolepidis, Urophora solstitialis und durch Gallmücken der Gattung Cecidomyia hervorgerufen.

## Vorkommen
Das Verbreitungsgebiet umfasst ursprünglich Spanien, Frankreich, Italien, Belgien, Luxemburg, Deutschland, Österreich, die Schweiz, Slowenien, Tschechien, Polen, die Slowakei und die Balkanhalbinsel. In Schweden, Litauen, Lettland, im europäischen Russland und in Nordamerika ist sie ein Neophyt.
Die Berg-Flockenblume ist in den Gebirgen Mittel- und Südeuropas in Höhenlagen von 500 bis 2200 Metern anzutreffen. Sie findet sich sehr selten in Norddeutschland und Ostbayern, im übrigen Deutschland ist sie mäßig bis weit verbreitet. In den Allgäuer Alpen steigt sie am Südfuß des Widdersteins im Kleinen Walsertal bis zu einer Höhenlage von 2100 Meter auf. In Liechtenstein erreicht sie sogar die Meereshöhe von 2124 Meter.
In Österreich ist die Berg-Flockenblume häufig in der obermontanen bis subalpinen Höhenstufe in den Bundesländern Oberösterreich, Niederösterreich, Steiermark, Kärnten, Salzburg, Tirol und Vorarlberg.
Als Standort werden Hochstaudenfluren, Fettwiesen und frische, lichte Wälder bevorzugt. Je nach Höhenstufe gedeiht die Berg-Flockenblume in Gesellschaften des Verbands Caricion ferrugineae, Wald-Reitgras (Calamagrostis arundinacea), Tilio-Acerion, Cephalanthero-Fagenion, in denen der Ordnung Origanetalia oder im Geranio-Trisetetum.
Die ökologischen Zeigerwerte nach Landolt et al. 2010 sind in der Schweiz: Feuchtezahl F = 3w (mäßig feucht aber mäßig wechselnd), Lichtzahl L = 3 (halbschattig), Reaktionszahl R = 4 (neutral bis basisch), Temperaturzahl T = 2+ (unter-subalpin und ober-montan), Nährstoffzahl N = 3 (mäßig nährstoffarm bis mäßig nährstoffreich), Kontinentalitätszahl K = 3 (subozeanisch bis subkontinental).

## Systematik
Die Erstveröffentlichung erfolgte 1753 unter dem Namen (Basionym) Centaurea montana durch Carl von Linné in Species Plantarum, Tomus II, Seite 911.
Die Berg-Flockenblume wird je nach Autor zusammen mit der Kornblume (Centaurea cyanus) und der Filz-Flockenblume (Centaurea triumfettii) der Gattung Cyanus oder Centaurea zugeordnet.

## Trivialnamen
Für die Berg-Flockenblume bestehen bzw. bestanden, zum Teil auch nur regional, auch die weiteren deutschsprachigen Trivialnamen: Bismachütz (St. Gallen bei Obertoggenburg), Trommaschligel (St. Gallen bei Toggenburg), Waldhühnlein und Waldkornblume.